# هری اندرسون (شیمیدان)
هری اندرسون (انگلیسی: Harry Anderson (chemist)؛ زادهٔ ۱۲ ژانویهٔ ۱۹۶۴) یک دانشمند در زمینه شیمی آلی اهل بریتانیا است. 